# Eskimorol

Eskimoteren

De eskimorol of eskimoteren is een term uit het kanovaren. Hierbij wordt de gehele kano om zijn lengte-as gedraaid in een totale beweging van 180 graden (namelijk van ondersteboven tot weer rechtop). Het is een snelle (en minst natte) manier om weer overeind te komen als het evenwicht verloren raakt en de kano omslaat.
De eskimorol dankt zijn naam aan de uitvinders ervan, de Eskimo's, tegenwoordig in de regel Inuit genoemd. De Inuit jaagden met hun kajaks op grote zeezoogdieren, zoals zeehonden, zeeleeuwen en zelfs walvissen. Daarbij werd vroeger uitsluitend gebruikgemaakt van een harpoen, maar tegenwoordig wordt veelal ook een geweer op de kajak meegevoerd. Vanuit de kajak werd trouwens ook gevist.
Bij deze jacht en visserij kwam het voor dat een jager in zijn kajak omsloeg, en aldus omgekeerd onder zijn boot in het ijskoude water kwam te hangen. Om zichzelf te redden vanuit deze levensgevaarlijke positie, werden technieken ontwikkeld waarbij de kajak werd opgericht met een heupbeweging, gecombineerd met een peddelslag. Door de heupbeweging werd de kajak al grotendeels rechtop gedraaid. Een slag met de peddel gaf daarna de vaarder voldoende steun om ook zijn lichaam boven het wateroppervlak te brengen. Het is niet zo dat de vaarder met zijn peddel op de bodem steunt.
In de loop van de eeuwen werden door de Inuit vele verschillende rollen ontwikkeld, die afhingen van het soort kajak waarin werd gevaren, van het gebied waar werd gevaren en ook van het jachtgereedschap dat werd meegevoerd. Om een voorbeeld te geven: Inuit jaagden op zeehonden met een harpoen aan een touw. Dit touw was bevestigd aan een opgeblazen zeehondenblaas. De blaas diende als drijver, en verhinderde dat een geraakte zeehond ontsnapte door onder te duiken. De Inuit leerden om ook met behulp van zo'n blaas te eskimoteren. Dat was nuttig wanneer – bijvoorbeeld – de peddel verloren of gebroken was.
In de zeventiende eeuw hebben gevangen-genomen Eskimo's waarschijnlijk al demonstraties in het eskimoteren gegeven in Denemarken en Nederland. Vanaf ongeveer 1927 nam Edi Hans Pawlata het initiatief om de eskimorol breed bekend te maken. Hij leerde zichzelf een rol, aan de hand van oude beschrijvingen van poolonderzoekers als Nansen en Johansen. Hij schreef daar in 1928 een boek over. De eskimorol veroverde daarna het recreatieve kanovaren. Tegenwoordig wordt de eskimorol niet alleen bij kajaks en gesloten kano's toegepast, maar ook met speciaal daarvoor uitgevoerde open wildwaterkano's. De eskimorol is een zeer nuttige manoeuvre, die de veiligheid van het kanovaren sterk bevordert.

## Wedstrijdsport
In het zeer koude water rond Groenland is uitstappen geen optie, het kunnen eskimoteren is dus van levensbelang omdat onderkoeling erg snel optreedt. Ook als een peddel breekt of een arm verstrikt zit in een vislijn moet men dus weer boven kunnen komen om te overleven. 
Door te trainen op deze vaardigheden is een wedstrijdsport ontstaan met 35 verschillende rollen die alle over twee kanten getoond moeten worden. Met peddel, zonder peddel en zelfs met de armen over elkaar. Beoordeeld wordt op correct uitvoeren van de bewegingen en stijl. De snelheid van uitvoeren is absoluut niet van belang. Beoordeeld wordt op correcte uitvoering en op stijl.
De grote namen in deze kleine discipline zijn de Groenlandse Maliqiaq Padilla, de Amerikaanse Dubside, Alison Sigethy en Helen Wilson en tot slot de Duitse Freya Hoffmeister. 